# Eleições estaduais no Brasil em 2018
As eleições estaduais no Brasil em 2018 foram realizadas em 7 de outubro, como parte das eleições gerais do país, em todos os 26 estados brasileiros e no Distrito Federal. A disputa para governador em treze estados: Amazonas, Amapá, Roraima, Rondônia, Pará, Rio Grande do Norte, Sergipe, Minas Gerais, São Paulo, Rio de Janeiro, Mato Grosso do Sul, Santa Catarina, Rio Grande do Sul e no Distrito Federal foi para o segundo turno.

## Eleições nos Estados
- Eleições no Acre
- Eleições no Alagoas
- Eleições no Amapá
- Eleições no Amazonas
- Eleições na Bahia
- Eleições no Ceará
- Eleições no Distrito Federal
- Eleições no Espírito Santo
- Eleições em Goiás
- Eleições no Maranhão
- Eleições em Mato Grosso
- Eleições em Mato Grosso do Sul
- Eleições em Minas Gerais
- Eleições no Paraná
- Eleições na Paraíba
- Eleições no Pará
- Eleições em Pernambuco
- Eleições no Piauí
- Eleições no Rio de Janeiro
- Eleições no Rio Grande do Norte
- Eleições no Rio Grande do Sul
- Eleições em Rondônia
- Eleições em Roraima
- Eleições em São Paulo
- Eleições em Santa Catarina
- Eleições em Sergipe
- Eleições no Tocantins

## Resumo das eleições
| Estado | Estado              | Candidatos a governador (1º turno) | Candidatos a governador (2º turno)                | Eleito / Partido     | Eleito / Partido |
| ------ | ------------------- | --- | ------------------------------------------------- | -------------------- | ---------------- |
|        | Acre                | Coronel Ulysses (PSL) David Hall (AVANTE) Gladson Cameli (PP) Janaína Furtado (REDE) Marcus Alexandre (PT) |                                                   | Gladson Cameli       | PP               |
|        | Alagoas             | Basile Christopoulos (PSOL) Josan Leite (PSL) Melquezedeque Farias (PCO) Pinto de Luna (PROS) Renan Filho (MDB) |                                                   | Renan Filho          | MDB              |
|        | Amapá               | João Capiberibe (PSB) Cirilo Fernandes (PSL) Davi Alcolumbre (DEM) Gianfranco Gusmão (PSTU) Waldez Góes (PDT) | João Capiberibe (PSB) Waldez Góes (PDT)           | Waldez Góes          | PDT              |
|        | Amazonas            | Amazonino Mendes (PDT) Berg da UGT (PSOL) David Almeida (PSB) Lúcia Antony (PCdoB) Omar Aziz (PSD) Sidney Cabral (PSTU) Wilson Lima (PSC) | Wilson Lima (PSC) Amazonino Mendes (PDT)          | Wilson Lima          | PSC              |
|        | Bahia               | Célia Sacramento (REDE) João Henrique (PRTB) João Santana (MDB) José Ronaldo (DEM) Marcos Mendes (PSOL) Orlando Andrade (PCO) Rui Costa (PT) |                                                   | Rui Costa            | PT               |
|        | Ceará               | Aílton Lopes (PSOL) Camilo Santana (PT) Francisco Gonzaga (PSTU) General Theophilo (PSDB) Hélio Góis (PSL) Mikaelton Carantino (PCO) |                                                   | Camilo Santana       | PT               |
|        | Distrito Federal    | Alberto Fraga (DEM) Alexandre Guerra (NOVO) Eliana Pedrosa (PROS) Fátima Sousa (PSOL) General Paulo Chagas (PRP) Guillen (PSTU) Ibaneis Rocha (MDB) Miragaya (PT) Renan Rosa (PCO) Rodrigo Rollemberg (PSB) Rogério Rosso (PSD)                                          | Ibaneis Rocha (MDB) Rodrigo Rollemberg (PSB)      | Ibaneis Rocha        | MDB              |
|        | Espírito Santo      | André Moreira (PSOL) Jackeline (PT) Carlos Mannato (PSL) Aridelmo Teixeira (PTB) Renato Casagrande (PSB) Rose de Freitas (PODE) |                                                   | Renato Casagrande    | PSB              |
|        | Goiás               | Alda Lucia (PCO) Daniel Vilela (MDB) Kátia Maria (PT) Marcelo Lira (PCB) Ronaldo Caiado (DEM) Weslei Garcia (PSOL) Zé Eliton (PSDB) |                                                   | Ronaldo Caiado       | DEM              |
|        | Maranhão            | Flávio Dino (PCdoB) Maura Jorge (PSL) Odívio Neto (PSOL) Ramon Zapata (PSTU) Roberto Rocha (PSDB) Roseana Sarney (MDB) |                                                   | Flávio Dino          | PCdoB            |
|        | Mato Grosso         | Arthur Nogueira (REDE) Mauro Mendes (DEM) Moisés Franz (PSOL) Pedro Taques (PSDB) Wellington Fagundes (PR) |                                                   | Mauro Mendes         | DEM              |
|        | Mato Grosso do Sul  | Humberto Amaducci (PT) João Alfredo (PSOL) Juiz Odilon (PDT) Junior Mochi (MDB) Marcelo Bluma (PV) Reinaldo Azambuja (PSDB) | Reinaldo Azambuja (PSDB) Juiz Odilon (PDT)        | Reinaldo Azambuja    | PSDB             |
|        | Minas Gerais        | Adalclever Lopes (MDB) Alexandre Flach Domingues (PCO) Antonio Anastasia (PSDB) Claudiney Dulim (AVANTE) Dirlene Marques (PSOL) Fernando Pimentel (PT) João Batista Mares Guia (REDE) Jordano Metalúrgico (PSTU) Romeu Zema (NOVO)                                       | Romeu Zema (NOVO) Antonio Anastasia (PSDB)        | Romeu Zema           | NOVO             |
|        | Paraná              | Cida Borghetti (PP) Doutor Rosinha (PT) Geonísio Marinho (PRTB) João Arruda (MDB) Jorge Bernardi (REDE) Ogier Buchi (PSL) Priscila Ebara (PCO) Professor Ivan Bernardo (PSTU) Professor Piva (PSOL) Ratinho Junior (PSD)                                                 |                                                   | Ratinho Junior       | PSD              |
|        | Paraíba             | João Azevêdo (PSB) José Maranhão (MDB) Lucélio Cartaxo (PV) Rama Dantas (PSTU) Tárcio Teixeira (PSOL) |                                                   | João Azevêdo         | PSB              |
|        | Pará                | Cléber Rabelo (PSTU) Fernando Carneiro (PSOL) Helder Barbalho (MDB) Márcio Miranda (DEM) Paulo Rocha (PT) | Helder Barbalho (MDB) Márcio Miranda (DEM)        | Helder Barbalho      | MDB              |
|        | Pernambuco          | Ana Patrícia Alves (PCO) Armando Monteiro (PTB) Dani Portela (PSOL) Júlio Lóssio (REDE) Maurício Rands (PROS) Paulo Câmara (PSB) Simone Fontana (PSTU) |                                                   | Paulo Câmara         | PSB              |
|        | Piauí               | Dr. Pessoa (SD) Elmano Férrer (PODE) Fábio Sérvio (PSL) Luciane Santos (PSTU) Luciano Nunes (PSDB) Maria de Lourdes (PCO) Professora Sueli (PSOL) Romualdo Seno (DC) Valter Alencar (PSC) Wellington Dias (PT)                                                           |                                                   | Wellington Dias      | PT               |
|        | Rio de Janeiro      | André Monteiro (PRTB) Anthony Garotinho (PRP) Dayse Oliveira (PSTU) Eduardo Paes (DEM) Indio da Costa (PSD) Luiz Eugênio (PCO) Marcelo Trindade (NOVO) Márcia Tiburi (PT) Pedro Fernandes (PDT) Romário (PODE) Tarcísio Motta (PSOL) Wilson Witzel (PSC)                 | Wilson Witzel (PSC) Eduardo Paes (DEM)            | Wilson Witzel        | PSC              |
|        | Rio Grande do Norte | Brenno Queiroga (SD) Carlos Eduardo (PDT) Dário Barbosa (PSTU) Fátima Bezerra (PT) Freitas Júnior (REDE) Heró Bezerra (PRTB) Professor Carlos Alberto (PSOL) Robinson Faria (PSD)                                                                                        | Fátima Bezerra (PT) Carlos Eduardo (PDT)          | Fátima Bezerra       | PT               |
|        | Rio Grande do Sul   | Eduardo Leite (PSDB) Jairo Jorge (PDT) José Ivo Sartori (MDB) Julio Flores (PSTU) Mateus Bandeira (NOVO) Miguel Rossetto (PT) Paulo Medeiros (PCO) Roberto Robaina (PSOL)                                                                                                | Eduardo Leite (PSDB) José Ivo Sartori (MDB)       | Eduardo Leite        | PSDB             |
|        | Rondônia            | Acir Gurgacz (PDT) Valclei Queiroz (PMB) Coronel Charlon (PRTB) Coronel Marcos Rocha (PSL) Expedito Júnior (PSDB) Maurão de Carvalho (MDB) Pedro Nazareno (PSTU) Pimenta de Rondônia (PSOL) Vinícius Miguel (REDE)                                                       | Coronel Marcos Rocha (PSL) Expedito Júnior (PSDB) | Coronel Marcos Rocha | PSL              |
|        | Roraima             | Anchieta Júnior (PSDB) Antônio Denarium (PSL) Fábio Almeida (PSOL) Suely Campos (PP) Telmário Mota (PTB) | Antônio Denarium (PSL) Anchieta Júnior (PSDB)     | Antônio Denarium     | PSL              |
|        | São Paulo           | João Doria (PSDB) Lilian Miranda (PCO) Luiz Marinho (PT) Major Costa e Silva (DC) Marcelo Cândido (PDT) Marcio França (PSB) Paulo Skaf (MDB) Prof. Claudio Fernando (PMN) Professora Lisete (PSOL) Rodrigo Tavares (PRTB) Rogério Chequer (NOVO) Toninho Ferreira (PSTU) | João Doria (PSDB) Marcio França (PSB)             | João Doria           | PSDB             |
|        | Santa Catarina      | Ângelo Castro (PCO) Comandante Moisés (PSL) Décio Lima (PT) Gelson Merisio (PSD) Ingrid Assis (PSTU) Jessé Pereira (PATRI) Leonel Camasão (PSOL) Mauro Mariani (MDB) Rogério Portanova (Rede)                                                                            | Comandante Moisés (PSL) Gelson Merisio (PSD)      | Comandante Moisés    | PSL              |
|        | Sergipe             | Belivaldo Chagas (PSD) Dr. Emerson (REDE) Eduardo Amorim (PSDB) Gilvani Santos (PSTU) João Tarantella (PSL) Márcio Souza (PSOL) Mendonça Prado (DEM) Milton Andrade (PMN) Valadares Filho (PSB)                                                                          | Belivaldo Chagas (PSD) Valadares Filho (PSB)      | Belivaldo Chagas     | PSD              |
|        | Tocantins           | Bernadete Aparecida (PSOL) Carlos Amastha (PSB) César Simoni (PSL) Márlon Reis (REDE) Mauro Carlesse (PHS) |                                                   | Mauro Carlesse       | PHS              |